# Škrlatna
Škrlátna je mešanica barv modre in rdeče, oziroma točneje barvni odtenek med temnordečo in vijolično. Imenuje se po škrlatu. Podobni barvi sta vijolična in magenta (fuksija)
Škrlatno barvo so nosili rimski cesarji in sodniki, kasneje pa rimokatoliški škofje. Od tedaj je škrlatna povezana s kraljevskimi osebnostmi in pobožnostjo.